# U.S. Gold
U.S. Gold was een Britse computerspelontwikkelaar en -uitgever van 1984 tot 1996. Het bedrijf produceerde talrijke titels op diverse 8, 16, en 32 bit platforms.

## Geschiedenis
U.S. Gold werd in 1984 opgericht door Geoff Brown en was gevestigd in Birmingham. U.S. gold was de uitgeverstak van Centresoft. Het hoofddoel van het bedrijf was toentertijd om populaire Amerikaanse Atari en Commodore 64 spellen in Groot-Brittannië en Europa uit te geven. Ten tweede wilden ze spellen geschikt maken voor populaire Europese homecomputers, zoals ZX Spectrum en Amstrad CPC.
Brown verkocht de spellen voor £9,99, dat was een veel lagere prijs dan wat er in de Verenigde Staten voor werd gevraagd. Voor reclamedoeleinden kocht hij grote kleurenadvertenties in diverse computertijdschriften.
In 1985 begrootte het bedrijf een verwachte jaaromzet van $6 miljoen en verwachtte het 150 computerspellen van 24 Amerikaanse softwarebedrijven op de markt te brengen. Hiervan waren er 80 voor de Commodore 64. Naast Commodore 64 en Atari gaf het bedrijf ook verschillende computerspellen uit voor de pc, zoals Street Fighter II, Beach Head, Zaxxon, Impossible Mission, en vele sportspellen zoals World Cup Italia '90 en World Cup USA '94.
Het laatste spel dat U.S. Gold uitgaf was getiteld Olympic Games: Atlanta 1996. Dit computerspel kwam uit voor de Sega Saturn, PlayStation, pc, en de 3DO.
In juni 1996 werd U.S. Gold overgenomen door Eidos Interactive.